# 폴란드 국민정부 (1863년)
폴란드 국민정부(폴란드어: Rzeczpospolita Trojga Narodów)는 1863년 1월 봉기 당시 구 폴란드-리투아니아 연방 지역에 설립되었던 폴란드인들의 정치 체제이다.

## 역사
폴란드 1월 봉기 당시 러시아 제국의 압제에 반대하여 카롤르 마제프스키(Karol Konstanty Majewski)를 중심으로 폴란드의 좌파 진영들은 폴란드 국민정부를 수립하였다. 폴란드 국민정부는 많은 부처와 장관들을 두었으며, 다수의 폴란드인들에게 지지를 받았다.
주변 열강인 오스트리아 제국, 프랑스, 영국도 이러한 폴란드 국민정부에게 관심을 보였으나, 러시아 제국과의 마찰을 우려하여 직접적인 지원은 하지 않았다. 이에 따라 러시아 제국은 1865년 폴란드 국민정부를 진압하는데 성공하였다. 국민정부는 후에 제2차 세계 대전 당시 나치 독일 압제에 있던 폴란드인들이 폴란드 지하국가를 조직하는데 적지 않은 영향을 주었다.

## 같이 보기
- 폴란드의 역사
- 1월 봉기
- 폴란드 지하국가